# Akanthomyces aranearum
Akanthomyces aranearum är en svampart som först beskrevs av Petch, och fick sitt nu gällande namn av Mains 1950. Akanthomyces aranearum ingår i släktet Akanthomyces och familjen Cordycipitaceae.   Inga underarter finns listade i Catalogue of Life.